# NGC 6589
NGC 6589 (również IC 4690) – mgławica refleksyjna znajdująca się w gwiazdozbiorze Strzelca. Odkrył ją Truman Safford 28 sierpnia 1867 roku. Baza SIMBAD błędnie identyfikuje NGC 6589 jako położone kilka minut kątowych na południe źródło podczerwieni.